# Rageth Clavadetscher
Rageth Clavadetscher (* 13. September 1971 in Haiti) ist ein Schweizer Kaufmann und seit 2016 Geschäftsführer des Glattzentrums in der Schweiz.

## Werdegang
Clavadetscher wuchs zunächst in Haiti auf, wo seine Eltern als Entwicklungshelfer stationiert waren, und später im thurgauischen Kreuzlingen. Hier absolvierte er eine Berufslehre bei der Kleider Frey AG in Kreuzlingen. Anschliessend bildete er sich zum Eidg. dipl. Kaufmann Detailhandel weiter und erwarb an der Universität St. Gallen das HSG KMU-Diplom.
Von 1997 bis 2005 war Clavadetscher CEO und Mitglied des Verwaltungsrates der Bollag-Guggenheim Retail AG und Mitglied der Geschäftsleitung der Bollag-Guggenheim Fashion Group. Er hatte die Gesamtverantwortung für den Neuaufbau der Marken Marc O’Polo, GUESS, French Connection UK, ALDO Kanada, Castro Israel und Calvin Klein inne. 2005 bis 2009 war er Country Manager der s.Oliver Vertriebs AG und führte die Unternehmen der s.Oliver Schweiz. 2010 bis 2015 war er Leiter Verkauf, Stv. CEO und Mitglied der Geschäftsleitung der Schild-Gruppe, als diese von Globus übernommen wurde.
Clavadetscher lebt mit seiner Frau und den beiden Kindern (* 2005 und * 2009) in Zürich.

## Engagement
Unter Clavadetschers Leitung hat sich das Shopping Center Glatt zu einem Marktplatz im Grossraum Zürich mit über 100 Handels- und Gastrokonzepten, einem Fachärztezentrum sowie Angeboten aus dem Bereich Lifestyle entwickelt. Trotz zunehmender Onlinekonkurrenz konnte das Glatt den Jahresumsatz von rund 600 Millionen Franken halten (keine genauen Zahlen verfügbar), ebenso wie die Besucherfrequenz von 9 Millionen Besucher pro Jahr. Clavadetscher gelang es, internationale Marken in die Schweiz zu holen. 2019 eröffneten MUJI (Japan) sowie Xiaomi (China) ihre ersten Standorte im Glatt.
Clavadetscher gilt als Verfechter des stationären Handels und äussert sich regelmässig als Experte zu Themen um den Detailhandel, SRF (Club) oder ECO und als Referent an Fachtagungen.